# ارویز (بیرجند)
ارویز نام روستایی است در دهستان القورات از توابع بخش مرکزی شهرستان بیرجند، واقع در استان خراسان جنوبی که بر پایه سرشماری عمومی نفوس و مسکن در سال ۱۳۹۵ جمعیت این روستا ۱۰۰ نفر (در ۳۸ خانوار) بوده‌ که در سال ۱۳۹۰ این تعداد ۷۵ نفر (در ۳۰ خانوار) و همینطور ۴۱ نفر در سال ۱۳۸۵ بوده است.